# Campeonato de Fútbol de Costa Rica 1950
El Campeonato de Fútbol de 1950, fue la edición número 30 de Liga de Fútbol de Costa Rica en disputarse, organizada por la FEDEFUTBOL.
Este torneo se jugó con 9 participantes por primera vez en la historia, debido a que se le perdonó el descenso a La Libertad el año anterior. Se registró el empate con más goles en la historia del fútbol costarricense, donde Cartaginés y Herediano empataron por el marcador de 5-5.
El campeonato es disputado entre Saprissa y Alajuelense, que luego se convertiría en el Clásico del fútbol costarricense, con el pasar de los años.
Cartaginés pierde la promoción contra Moravia, pero se le perdona el descenso.

## Equipos participantes
| Provincia | N.º | Equipos                                                                                |
| --------- | --- | -------------------------------------------------------------------------------------- |
| San José  | 6   | La Libertad, Gimnástica Española, Orión, Universidad de Costa Rica, Saprissa y Uruguay |
| Alajuela  | 1   | Alajuelense                                                                            |
| Cartago   | 1   | Cartaginés                                                                             |
| Heredia   | 1   | Herediano                                                                              |

## Formato del Torneo
El torneo disputado a dos vueltas. Los equipos debían enfrentarse todos contra todos. El último lugar disputaría una promoción con el campeón de Segunda División..

## Tabla de posiciones
| Equipo | Pts | PJ | PG | PE | PP | GF | GC | DG  |
| --- | --- | -- | -- | -- | -- | -- | -- | --- |
| Liga Deportiva Alajuelense | 26  | 16 | 12 | 2  | 2  | 39 | 18 | +21 |
| Deportivo Saprissa | 22  | 16 | 10 | 2  | 4  | 52 | 23 | +29 |
| Club Sport Herediano | 20  | 16 | 8  | 4  | 4  | 39 | 26 | +13 |
| Orión F.C. | 19  | 16 | 7  | 5  | 4  | 55 | 31 | +24 |
| Club Sport La Libertad | 15  | 16 | 7  | 1  | 8  | 32 | 48 | -16 |
| Sociedad Gimnástica Española | 13  | 16 | 4  | 5  | 7  | 28 | 39 | -11 |
| Universidad de Costa Rica | 12  | 16 | 5  | 2  | 9  | 38 | 52 | -14 |
| Club Sport Uruguay de Coronado | 11  | 16 | 5  | 1  | 10 | 36 | 51 | -15 |
| Club Sport Cartaginés | 5   | 16 | 2  | 2  | 12 | 34 | 65 | -31 |
| Pts – Puntos; PJ – Partidos Jugados; PG - Partidos Ganados; PE - Partidos Empatados; PP - Partidos Perdidos; GF – Goles a Favor; GC – Goles en Contra; DG – Diferencia de Goles |     |    |    |    |    |    |    |     |

|  |                  |
|  | Campeón Nacional |

|  |                                                                        |
|  | Disputa liguilla del no descenso contra el campeón de Segunda División |

| Campeón Liga Deportiva Alajuelense Campeonato #6 |

Planilla del Campeón: Ignacio Arce, Francisco Zeledón, Heriberto Molina, Héctor González, Alfonso Leandro, José Retana, Francisco Oconitrillo, Horacio Molina, Edgar Alvarado, Guido Gutiérrez, Carlos Alvarado, William Cordero, Elías Valenciano, Oscar Mórux, Miguel Zeledón.

## Goleadores
| Jugador              | Equipo                       | Goles |
| -------------------- | ---------------------------- | ----- |
| Alberto Armijo       | Universidad de Costa Rica    | 25    |
| Ramón Luis Rodríguez | Orión                        | 19    |
| Eduardo Meléndez     | Uruguay de Coronado          | 16    |
| Jaime Meza           | Cartaginés                   | 14    |
| Marco Espinoza       | Saprissa                     | 14    |
| Rodrigo Carmona      | Herediano                    | 11    |
| Wedell Jiménez       | La Libertad                  | 11    |
| Rodolfo Herrera      | Saprissa                     | 9     |
| Sigifredo Alvarado   | Sociedad Gimnástica Española | 9     |
| Álvaro Murillo       | Saprissa                     | 8     |
| Francisco Zeledón    | Alajuelense                  | 8     |
| Walker Rodríguez     | Orión                        | 8     |

## Descenso
| Promoción del no descenso     | Promoción del no descenso         |
| ----------------------------- | --------------------------------- |
| Descendido a Segunda División | No hubo (Se perdonó a Cartaginés) |
| Ascenso a Primera División    | Moravia                           |

## Torneos
| Predecesor: Campeonato 1949 | Liga de Fútbol de Costa Rica Campeonato 1950 | Sucesor: Campeonato 1951 |